# Torbjörn Nilsson (musiker)
Torbjörn Nilsson, född 15 april 1955, är en svensk cellist, tonsättare och dirigent.
Torbjörn Nilsson utbildade sig i cello vid Kungliga Musikhögskolan i Stockholm för Gunnar Norrby och Åke Olofsson, där han tog solistdiplom (1980) och cellopedagogexamen. Vidare studier skedde sedan i London för William Pleeth. Komposition studerade Torbjörn Nilsson för Lars-Erik Rosell och dirigering för Per Lyng, Peter Csaba och Jorma Panula.
Torbjörn Nilsson var en av initiativtagarna till kammarmusikgruppen Sonanza, där han var medlem 1982-1994. Gruppen turnerade i hela Norden, Irland, England, Tyskland, Tjeckoslovakien och USA samt spelade in radio-, TV-program och ett antal skivor. 1985 tilldelades Sonanza Fonogrampriset och 1990 "Kristallen den finapriset".
Vidare var Torbjörn Nilsson medlem i Goksöyr-trion (1987-2000), som senare blev Trio Lento.
Sedan 1993 har Torbjörn Nilsson haft årliga "Bach-marathons" i Stockholms domkyrkoförsamling tillsammans med organisten Michael Waldenby, ett samarbete som varat i över 30 år.
1997 började samarbetet med pianisten Anette Mûller-Roos.
Som dirigent har Torbjörn Nilsson varit konstnärlig ledare för St:a Clara kammarorkester, och sedan 2005 ledare och organisatör för Respons sinfonietta .
Torbjörn Nilsson har undervisat vid Solna Musik- o Dansskola (1983-1991), Musikkonservatoriet Falun (1991-93) och Sigtuna Kulturskola (1989-)..

## Kompositioner(urval)
- Concerto för stråkorkester,  (uruppförande Musikhögskolans stråkork dir Otto Kyndel)
- "En ensam röst", monolog för solocello  (uruppförande tonsättaren)
- "Fem stycken för orkester",
- "Toccata" för stråkork
- "Kyrkan och stenen" , för klarinett, violin, viola, violoncell, marimba (uruppförande Ars-Nova ensemblen)
- "Maria tårar"  stabat mater för blandad kör och obligat klarinett
- "Elegy for a lost soul" för kammarensemble, (uruppförande Ars Nova ens)
- Stråkkvartetterna op. 15 och op. 16
- "Nostalgia"  för pianosolo, (uruppförande Mats Widlund)
- "Omnia tempus habent", för blandad kör och obligat cello.